# سوق بريدة للتمور
سوق التمور ببريدة هو سوق موسمي يقام كل عام عندما تنضج التمور في المنطقة، ويبدأ عادة مع بداية شهر أغسطس ويستمر لشهرين إلى ثلاثة شهور. ويتميز هذا السوق بأنه الأكبر في العالم من حيث العرض. حيث تقدر مبيعاته اليومية بـ 18,000,000 ريال سعودي، وتبلغ 2,000,000,000 ريال سعودي سنويًا، كما أن أصناف التمور تتجاوز الثلاثين صنف، يقع هذا السوق على طريق الملك عبد العزيز جنوباً في مدينة بريدة.

## التمور في السعودية
لا يعتبر التمر من المحاصيل الزراعية المهمة في المملكة العربية السعودية فقط، بل سلعة من السلع الإستراتيجية التي يعتمد عليها السعوديون في غذائهم اليومي.
وارتبط السعوديون بالرطب والتمر دينيا وتاريخيا وجغرافيا، فالنساء يؤمنّ بأن أفضل الطعام، طعام مريم بنت عمران عليهما السلام، ويراه الرجال غذاء متكاملا ودواء ويحنك به المولود اتباعا لسنة المصطفى صلى الله عليه وسلم.
ويستهلك السعوديون معظم إنتاجهم من التمور الذي يعادل مليون طن سنويا، وفي شهر رمضان فقط يستهلكون 40% من الإنتاج المحلي، ويوفرون قوة شرائية كبيرة لسوق التمور، مما يدفع التجار لتفضيل بيعه بالسعودية منتجا خاما على عرضه بالأسواق الدولية.
ولا تخلو معظم مناطق المملكة من أسواق التمور التي تعقد فيها صفقات بالملايين في مثل هذه الأيام وقت «صرام النخل» غير أن مهرجان التمور ببريدة والتي تعتبر عاصمة التمور للعالم  ، التابعة لمنطقة القصيم، والذي يمتد تاريخه إلى ستين عاما، يُعد الأضخم إنتاجا والأكبر في القوة الشرائية.

## مهرجان التمور

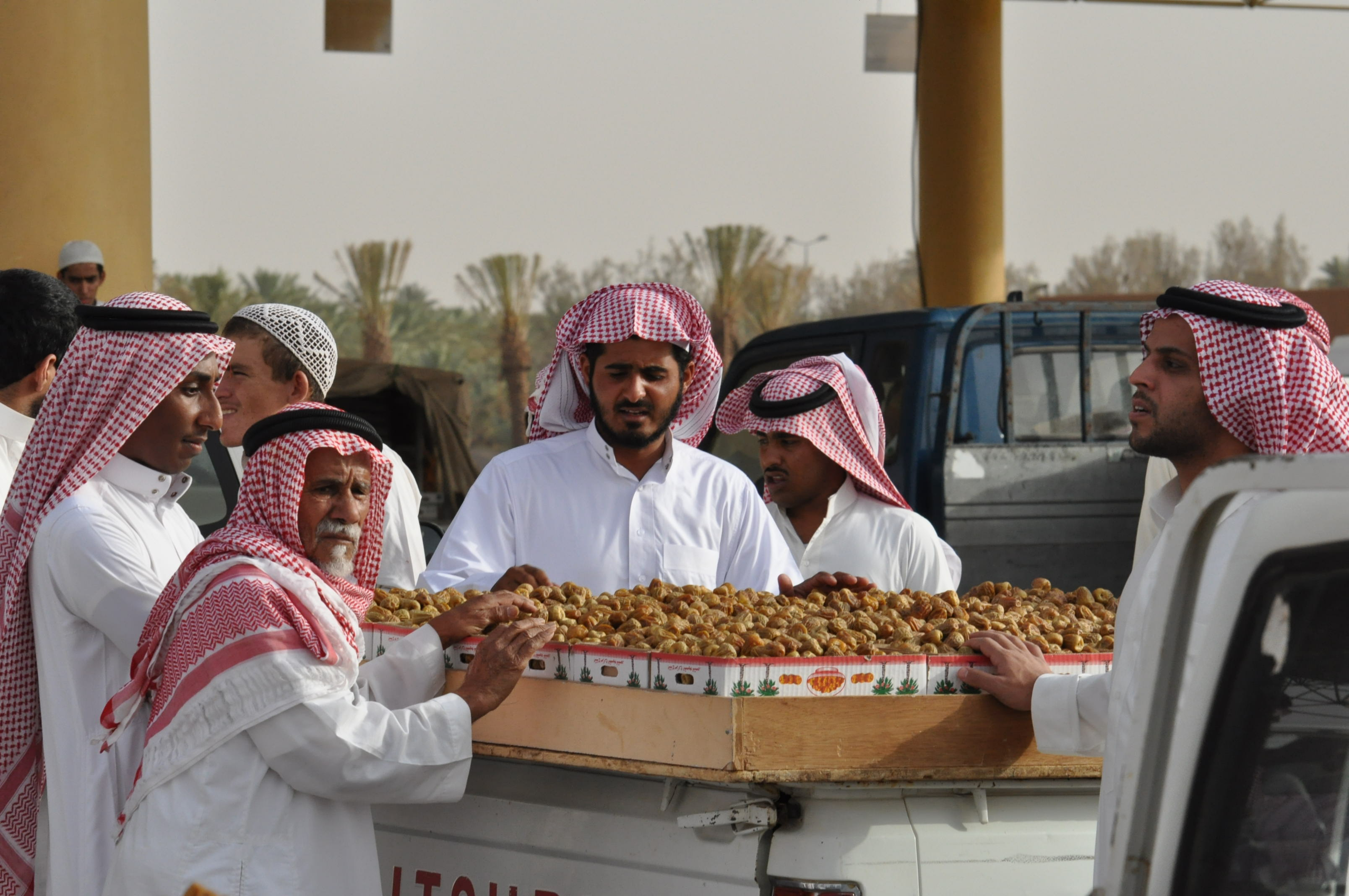
تجار في سوق التمور بمدينة البريدة

نخيل بريدة

ينطلق موسم التمور منتصف أغسطس/آب من كل عام، في احتفالية للحصاد يقوم بها المزارعون ويستمر 36 يوما، يرد فيه أكثر من 38 منتجا من مختلف أنواع التمور. 
يستقبل مهرجان بريدة للتمور مائتي ألف طن نتيجة حصاد أكثر من ثمانية ملايين نخلة، ويسجل تصاعدا يوميا برقم المبيعات، التي تتجاوز في ذروتها 25 مليون ريال يوميا، حيث تصل السوق قرابة 1750 سيارة نقل متوسط حمولتها 350 كلغ. وبلغت صفقات سنة 2015 من مبيعات المهرجات حوالي ملياري ريال (533 مليون دولار).
يقوم على إدارة السوق ثمانمائة شاب سعودي، ووفق بعض الجهات الرسمية فإن السوق يوفر ثلاثة آلاف فرصة عمل ومشاريع صغيرة في بعض المهن المتعلقة بالتمور.
ويُعد تمر السكري أشهر أنواع التمور في القصيم والذي يمثل 85% من إنتاجها، بالإضافة لأنواع أخرى كالبرحي ونبتة علي ونبتة سيف والإخلاص والرشودي.
وتنتج نخيل المملكة بشكل عام أربعمائة صنف، منها أصناف لا يفضلها المستهلك وتعتبر كميات فائضة تسبب هدرا بالمياه، وتؤثر على السعر العادل للمنتج.
ويوجد في المملكة حوالي 23 مليون نخلة تستهلك سنويا -وفقا للحد الأدنى- من الماء نحو 920 مليار لتر، أي ما يكفي سكان المملكة لـ140 يوما، بينما مساحة الأراضي المزروعة بالنخيل تكفي سكان المملكة حتى عام 2037".
ورغم وفرة إنتاج التمر فإن معدلات تصدير التمور السعودية تعتبر ضئيلة جدا مقارنة باستهلاك السوق العالمي من التمور، فتتراوح صادراته بين 7 و8% من إجمالي الإنتاج، الأمر الذي أرجعه المختصون لضعف خطط التصنيع والتحفيز الاقتصادي للمستثمرين بالإضافة إلى أن الأسعار المحلية لمعظم أصناف التمور «مغرية للمستثمرين، لذا يفضلون تسويق إنتاجهم محليا».

## وصلات خارجية
- مهرجان بريدة للتمور